# Estação Cidade Jardim
A Estação Cidade Jardim é uma estação ferroviária pertencente à Linha 9–Esmeralda, operada pela ViaMobilidade. Está localizada no distrito de Pinheiros, na zona oeste de São Paulo. É próxima ao Jockey Club de São Paulo e ao Esporte Clube Pinheiros. Situa-se entre dois bairros nobres da cidade, Jardim Europa e Cidade Jardim.
A estação dá acesso direto ao Parque do Povo, através de uma passarela.

## História
A estação foi construída pela CPTM, durante o projeto "Dinamização Linha Sul" e inaugurada em 30 de junho de 2000, sendo projetada pelo arquiteto Luiz Carlos Esteves em 1994.
Em 20 de abril de 2021, foi concedida para o consórcio ViaMobilidade, composto pelas empresas CCR (atual Motiva) e RUASinvest, com a concessão para operar a linha por trinta anos. O contrato de concessão foi assinado e a transferência da linha foi realizada em 27 de janeiro de 2022.

## Tabela
| Sigla | Estação       | Inauguração         | Integração               | Plataforma | Posição    | Notas                        |
| ----- | ------------- | ------------------- | ------------------------ | ---------- | ---------- | ---------------------------- |
| CJD   | Cidade Jardim | 30 de junho de 2000 | Bilhete Único da SPTrans | Central    | Superfície | Estação construída pela CPTM |